# Mahajanapada
Mahajanapada's (Sanskriet: mahājanapada, devanagari: महाजनपद) waren de eerste staatjes in het noorden van het Indisch Subcontinent, aan het einde van de vedische tijd (rond 500 v.Chr.). De mahajanapada's ontstonden door de samenvoeging van kleinere stamgebieden, de janapada's. Hoewel sommige mahajanapada's een soort confederaties van verwante stammen waren die door een raad van leiders bestuurd werden, ontwikkelde zich binnen andere een ritueel koningschap. De autoriteit van de leiders (koningen) van dergelijke staatjes was ritueel bevestigd door middel van ingewikkelde offerplechtigheden. Huewelijkspolitiek werd wel gebruikt om de onderlinge verhoudingen tussen mahajanapada's te bestendigen, maar weerhielden koningen er lang niet altijd van om rivalen aan te vallen.
De tweede verstedelijking – de eerste vond plaats tijdens de Indusbeschaving – was tijdens de vorming van de mahajanapada's al een goed eind onderweg. Mogelijk was deze al rond 800 v.Chr. begonnen. De verstedelijking ging ook gepaard met religieuze veranderingen met de opkomst van het shramanisme. Dit bracht onder meer charvaka, het boeddhisme en het jainisme voort en beïnvloedde het brahmanisme van de Veda's met zijn geheime rituelen en offers. Archeologische valt deze periode deels in die van de northern black polished ware-cultuur.
Er zijn verschillende lijsten van mahajanapada's, die verspreid lagen over het noorden van India. De oudste worden al genoemd in de Veda' en sommige worden ook in de epen Mahabharata en Ramayana, de boeddhistische Pali-canon en jainistische geschriften genoemd. In de 4e eeuw v.Chr. kwamen enkele koningen op die een agressieve expansiepolitiek voerden, met name in het koninkrijk Magadha. Dit maakte een einde aan het machtsevenwicht tussen de mahajanapada's en leidde de tijd van de eerste keizerrijken in.

## Verschillendemahajanapada's

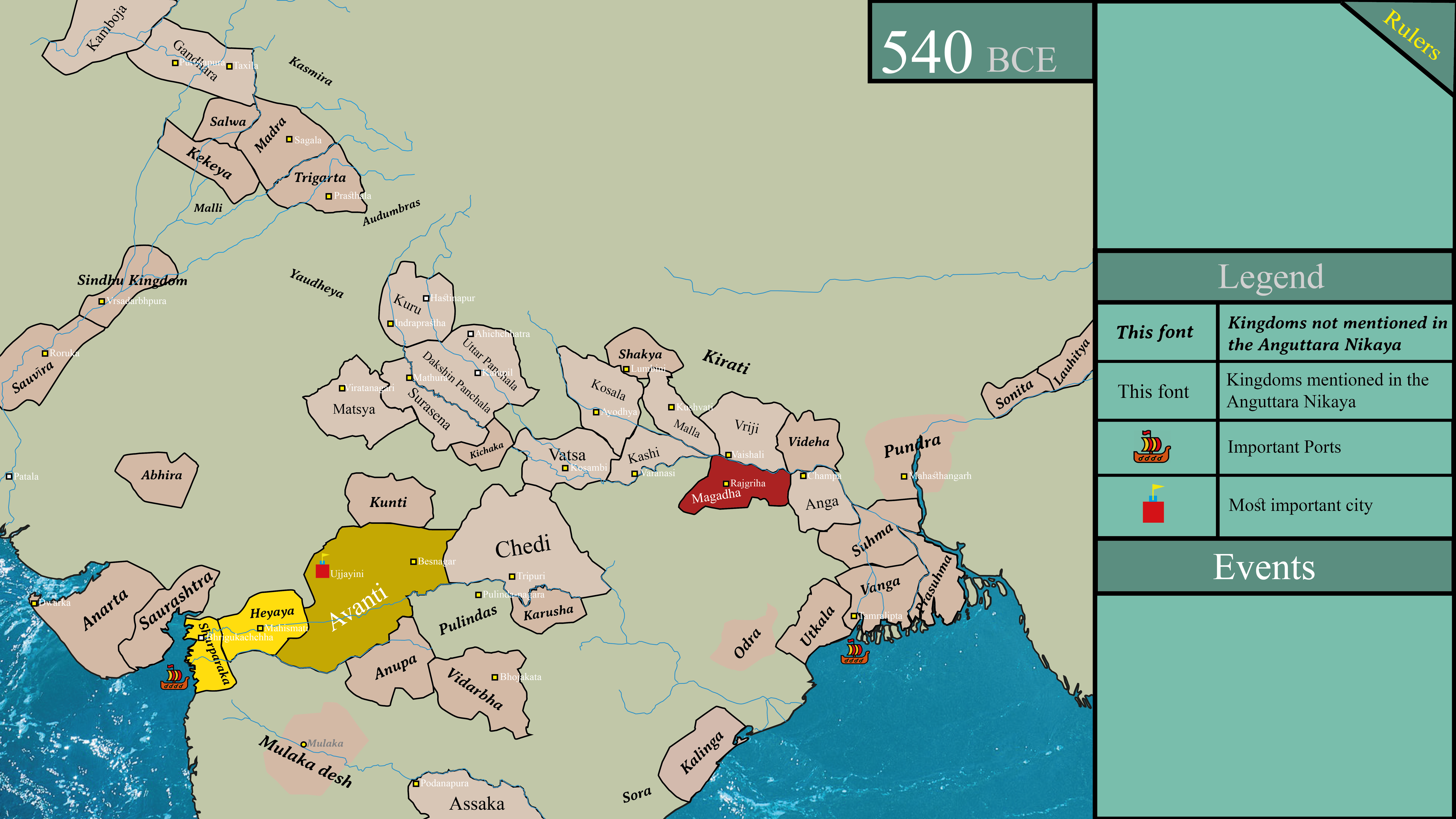
De ligging van de mahajanapada's

Er zijn verschillende lijsten die niet allemaal uit zestien mahajanapada's bestaan:
| Anguttara Nikaya          | Culla-Niddesa | Mahavastu     | Digha Nikaya  | Bhagavatisoetra |
| ------------------------- | ------------- | ------------- | ------------- | --------------- |
| Kasi (Kashi)              |               |               |               |                 |
| Kosala (Koshala)          |               |               |               |                 |
| Anga                      |               |               |               |                 |
| Magadha                   | Magadha       | Magadha       | Magadha       | Magaha          |
| Vajji (Vriji)             | Vajji (Vriji) | Vajji (Vriji) | Vajji (Vriji) | Bajji           |
| Malla                     | Malla         | Malla         | Malla         | Moli            |
| Vamsa (Vatsa)             | Vamsa (Vatsa) | Vamsa (Vatsa) | Vamsa (Vatsa) | Vachchha        |
| Chetiya (Chedi)           |               |               |               |                 |
| Kuru                      |               |               |               |                 |
| Panchala                  |               |               |               |                 |
| Machchha (Matsya)         |               |               |               |                 |
| Shurasena                 |               |               |               |                 |
| Assaka (Ashmaka)          |               |               |               |                 |
| Avanti                    |               |               |               |                 |
| Kamboja                   |               |               |               |                 |
| Gandhara                  |               |               |               |                 |
|                           | Yona          |               |               |                 |
| Kalinga                   |               |               |               |                 |
|                           | Sibi          |               |               |                 |
| Dasharna                  |               |               |               |                 |
|                           | Banga (Vanga) |               |               |                 |
| Malaya                    |               |               |               |                 |
| Malava                    |               |               |               |                 |
| Achchha                   |               |               |               |                 |
| Kochchha                  |               |               |               |                 |
| Ladha (Lata of Radha)     |               |               |               |                 |
| Padha (Pandya of Paundra) |               |               |               |                 |
| Avaha                     |               |               |               |                 |
| Sambhuttara               |               |               |               |                 |

## Politieke ontwikkeling
De mahajanapada's ontstonden uit kleinere eenheden, de janapada's. Binnen deze eenheden berustte het leiderschap nog op stam- en familiebanden. Sommige janapada's werden dan ook bestuurd door een raad van stamhoofden. Deze gana's, ook wel sangha's of gana-sangha's, waren een soort aristocratische republiekjes,:43 al stelde Witzel dat het zeker geen republieken waren, maar meer tribale oligarchieën.:313
De vedische cultuur werd gekenmerkt door een machtige priesterklasse, de brahmanen, een sterke sociale hiërarchie – het Indische kastenstelsel was al sterk gevormd – en het gebruik van een Indo-Arische taal. De Gangesvlakte werd in de periode tussen 1000 en 500 v.Chr. stapsgewijs gekoloniseerd. Aanvankelijk werden gebieden verder naar het oosten als onrein beschouwd en werd op de bewoners neergekeken. De welvaart en culturele opbloei van dit gebied zorgde dat die situatie zich omkeerde in de periode dat de mahajanapada's ontstonden.
Het oostelijke Koshala wist het ooit machtige Kashi te veroveren, terwijl koning Bimbisara van Magadha een huwelijkspolitiek voerde die hem via zijn eerste vrouw Kosala Devi vrede met Koshala opleverde en een dorpje in Kashi als bruidsschat. Daarnaast veroverde hij buurstaat Anga. Nadat Bimbisara werd vermoord door zijn zoon Ajatasattu verloor deze door zijn daad het recht op het dorpje in Kashi, maar hij wist Kashi vervolgens te veroveren en ook Vriji in te nemen. Onder Shishunaga werden Vriji, Koshala en Vatsa  veroverd. In de tijd van de Nandadynastie rond 380-320 v.Chr. groeide Magadha uit tot een rijk dat het grootste deel van het noorden van India besloeg. 
In het noordwesten werden de mahajanapada's Gandhara en Kamboja tijdens de Achaemenidische invasie van de Indusvallei aan het Perzische Rijk toegevoegd. In een inscriptie in het graf van de Perzische koning Darius I (522-485 v.Chr.) wordt Gandhara genoemd als een van de satrapieën (provincies) van zijn rijk. De handel en culturele uitwisseling met het westen van Azië bloeiden op. Toen Alexander de Grote (356-323 v.Chr.) in 326 v.Chr. India binnenviel, waren geruchten over de macht van de Nanda's in het oosten de reden dat zijn soldaten in opstand kwamen en hem dwongen om te keren.